# Pacu-capivara
Ossubtus é um gênero de peixe da família dos serrasalmídeos (Serrasalmidae). Contém uma única espécie, o pacu-capivara (nome científico: Ossubtus xinguense), também referido popularmente como pacu-papagaio ou pacu-bico-de-águia. A espécie é endêmica de corredeiras na bacia do Rio Xingu, na Amazônia brasileira. É considerada ameaçada de extinção. É principalmente herbívora.

## Etimologia
O nome do gênero Ossubtus deriva do latim os, "osso", e sub, "sob". Pacu, que é uma designação comum de vários peixes do Brasil, deriva, segundo o Vocabulário Tupi-Guarani português de Silveira Bueno, do tupi *pa'ku, que teria sido formado por pag e u com sentido de "rápido no comer". O termo foi registrado em 1777 como pacú. Por sua vez, capivara deriva do tupi kapii'gwara, formado por ka'pii, "capim", e 'gwara, "comedor". Hans Staden registrou o termo como cativare em alemão em seu Duas Viagens ao Brasil de 1557. O termo também ocorreu em 1560 como capiĩvára, em ca. 1584 como capijuara, em 1587 como capibara, em ca. 1607 como capivara e 1627 como capijguara.

## Taxonomia
A espécie foi descrita por Michel Louis Arthur Marie Ange François Jégu em 1992, que se baseou em espécimes de corredeiras do rio Xingu, em local próximo à cidade de Altamira, no Pará. Em 2016, o gênero foi reescrito por Andrade et al., que considerou que pode ser diferenciado dos demais serrasalmídeos por conta de sua boca subinferior a inferior, bem como por seus dentes incisiformes.

## Descrição
O corpo do pacu-capivara é de forma ovoide. Se assemelha ao do roedor capivara (Hydrochoerus hydrochaeris), o que justifica seu nome popular. Possui um perfil ventral reto ou ligeiramente côncavo. O focinho tem curvatura muito pronunciada. Em peixes jovens, a boca é terminal (apontando para frente); porém, à medida que o peixe cresce, a boca se volta para baixo e torna-se estritamente ventral em indivíduos com mais de cinco centímetros (duas polegadas). Isso dá à boca uma aparência de bico. É uma espécie de porte médio. Pode chegar a 25 centímetros (10 polegadas) de comprimento total e cerca de 380 gramas (13 onças) em peso.
As cores podem variar no decorrer da vida. Os mais jovens possuem uma coloração verde-oliva, tendo um dorso ligeiramente mais escuro, e uma mancha umeral iridescente. Quando adulto, a cor do fundo do corpo muda de verde-oliva para marrom, enquanto perde a iridescência da mancha umeral e passa a ter manchas escuras irregulares em todo o corpo. As formas corporais de jovens, fêmeas e machos são semelhantes. Por outro lado, a espécie apresenta dimorfismo sexual, com os machos maduros tendo nadadeira anal bilobada e as fêmeas nadadeira anal com margem distal côncava. Outro estudo de 2014 revelou que os machos eram maiores que as fêmeas, embora pesassem menos.

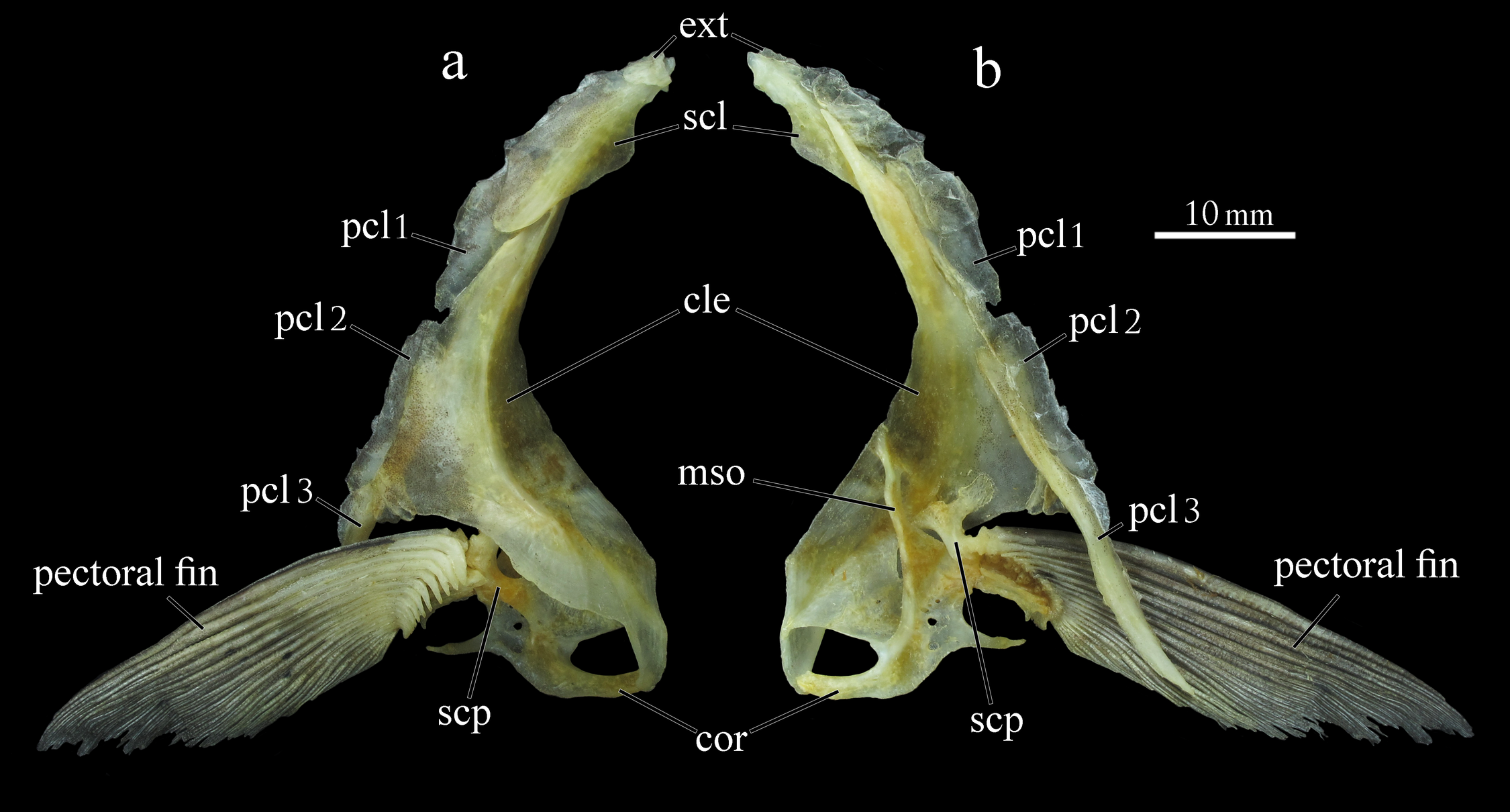
Peitoral
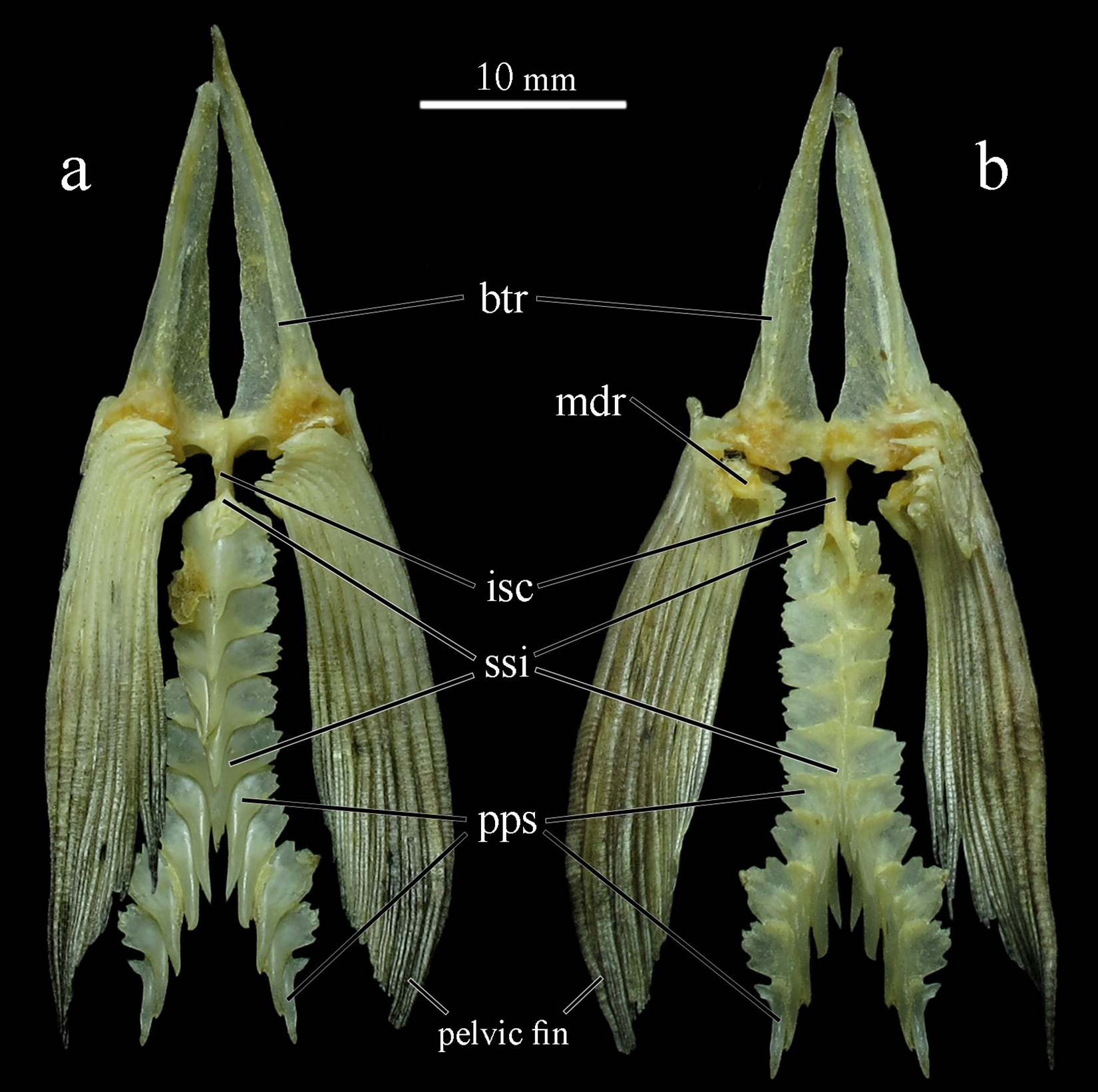
Pélvica
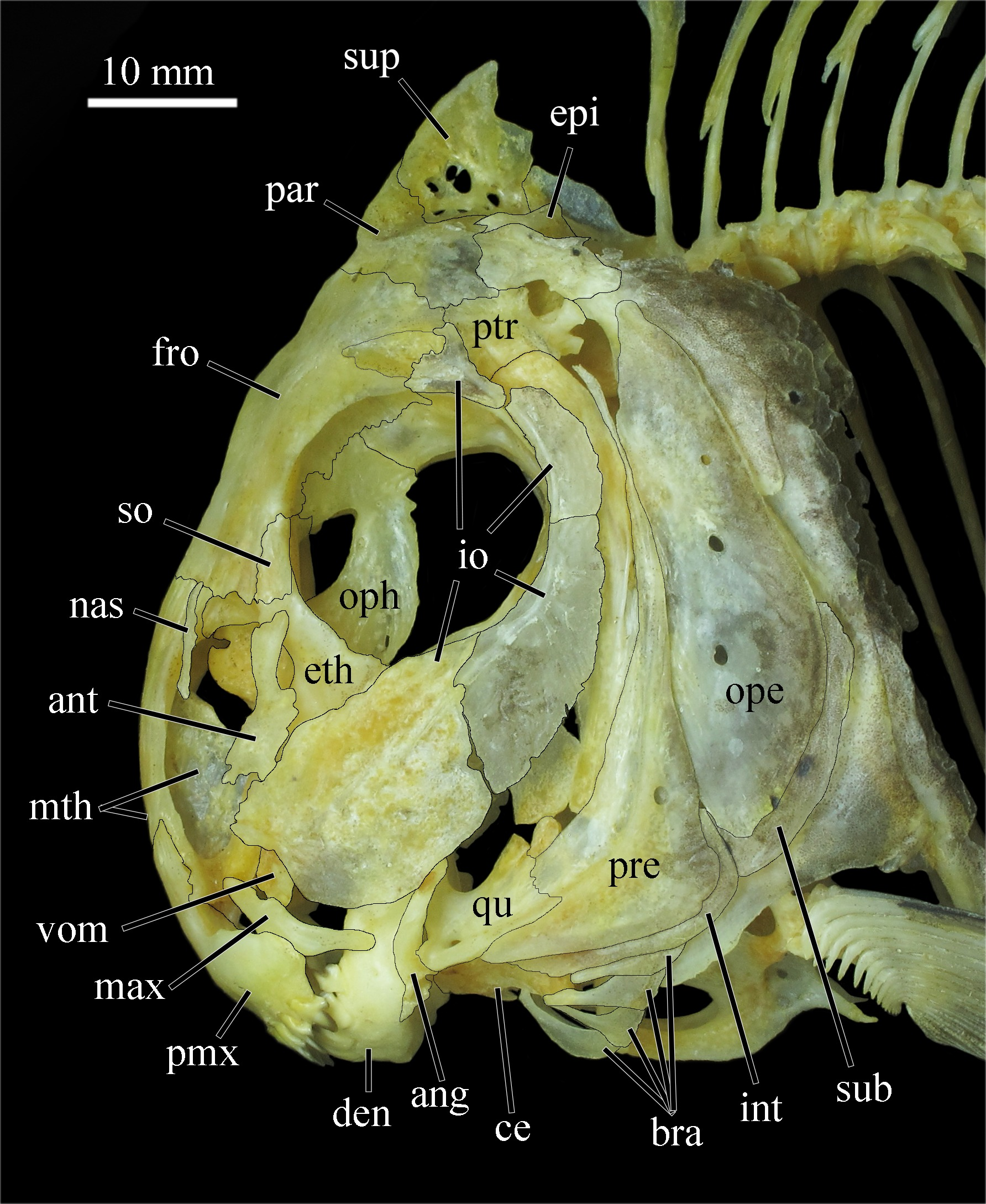
Crânio
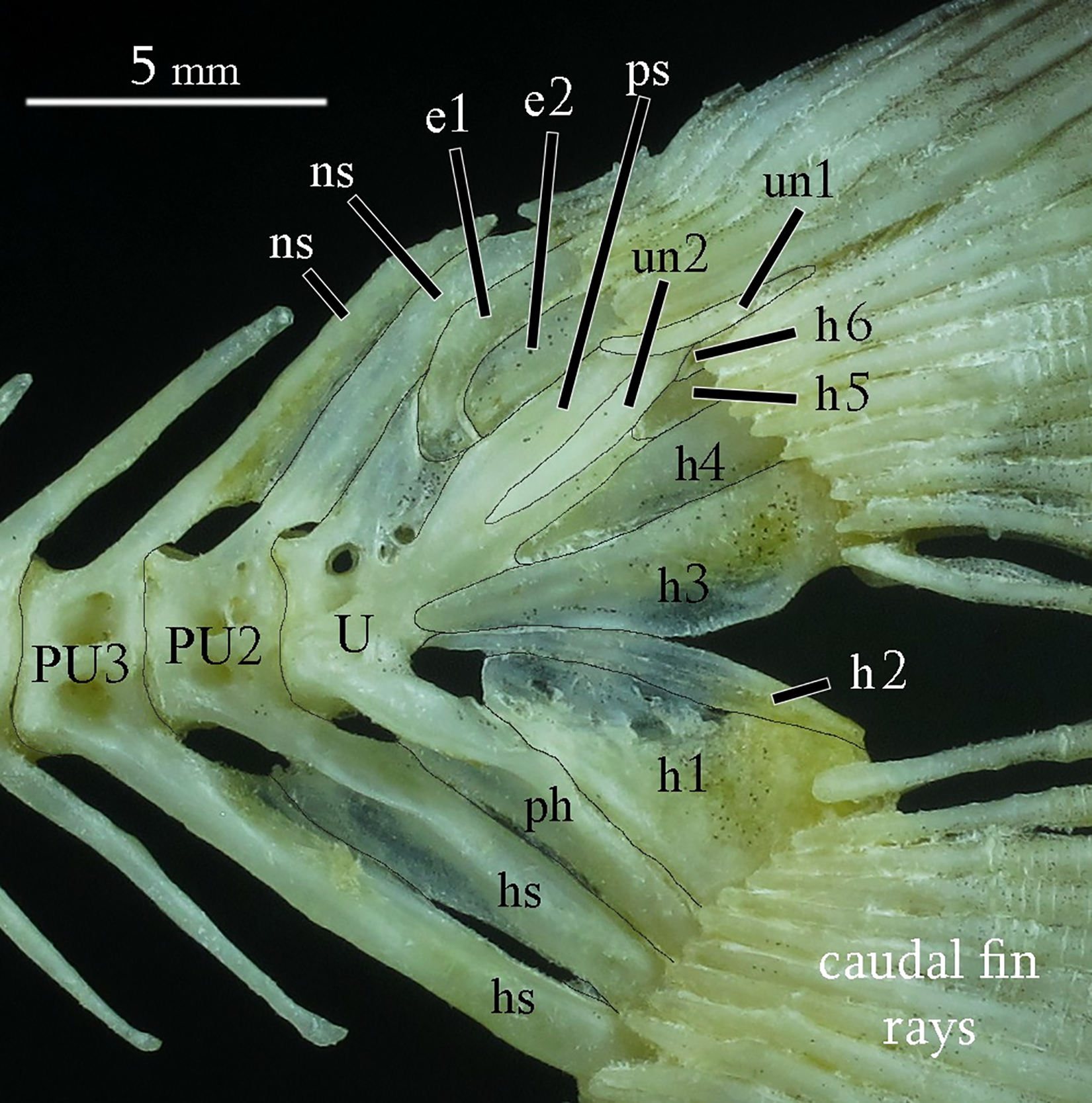
Cauda

## Distribuição e habitat

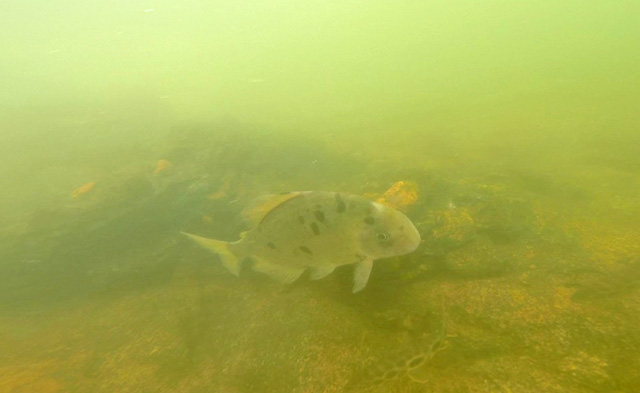
Espécime no Xingu

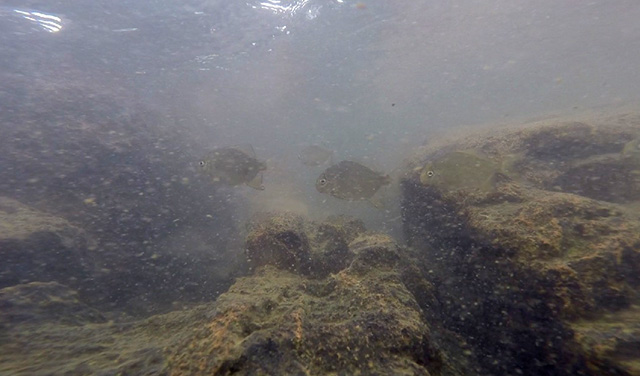
Espécimes no Xingu

O pacu-capivara é restrito a corredeiras na bacia do rio Xingu, na Amazônia brasileira. Sua existência foi confirmada na Volta Grande do Xingu, no baixo rio Xingu, e no baixo rio Iriri, perto de sua confluência com o Xingu, mas possivelmente também ocorre mais além desses rios (talvez até São Félix do Xingu). Esta espécie é estritamente reofílica e encontrada em corredeiras, mas prefere fendas rochosas protegidas e cobertas por Podostemaceae. Jovens de até quatro centímetros (1,6 polegada) podem ser observados em cardumes de 20–30 indivíduos, abrigados sob pedras largas.

## Comportamento
A espécie é principalmente herbívora e uma análise da dieta de dez espécimes revelou principalmente material vegetal, mas também quantidades menores de macroinvertebrados.

## Parasitas
É parasitado por Anphiira xinguensis, um isópodo da família dos cimotoídeos (Cymothoidae). Este parasita só é conhecido no pacu-capivara, onde vive na câmara branquial do peixe e desenvolve uma morfologia contorcida, presumivelmente em resposta à ontogenia cursiva do seu hospedeiro. Os intestinos também são comumente infestados com Rondonia rondon, um nematoide que possivelmente é simbiótico em vez de parasita. A doença da mancha preta é encontrada na maioria dos pacus-capivara.

## Conservação
De acordo com a União Internacional para a Conservação da Natureza (UICN / IUCN), o pacu-capivara é um peixe classificado como "vulnerável". Em 2007, a espécie foi classificada como vulnerável na Lista de espécies de flora e fauna ameaçadas de extinção do Estado do Pará; como vulnerável na Portaria MMA N.º 444 de 17 de dezembro de 2014; em 2018, como vulnerável no Livro Vermelho da Fauna Brasileira Ameaçada de Extinção do Instituto Chico Mendes de Conservação da Biodiversidade (ICMBio); e como vulnerável no anexo três (peixes) da Lista Oficial da Fauna Brasileira Ameaçada de Extinção da Portaria MMA Nº 148, de 7 de junho de 2022. Uma revisão em 2016 sugeriu que é mais difundido do que se acreditava e sua raridade histórica como espécimes de museu em parte pode ser explicada por seu habitat (corredeiras), que são difíceis de amostrar, mas permanecem ameaçados por barragens como a de Belo Monte. No ano anterior, em 2015, um estudo da Universidade Federal do Pará indicou que a espécie não corria risco de extinção, pois seu habitat é mais amplo que o esperado.